# Rio Niabarongo

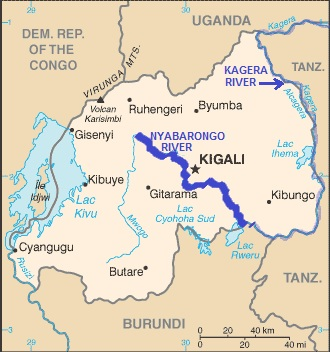

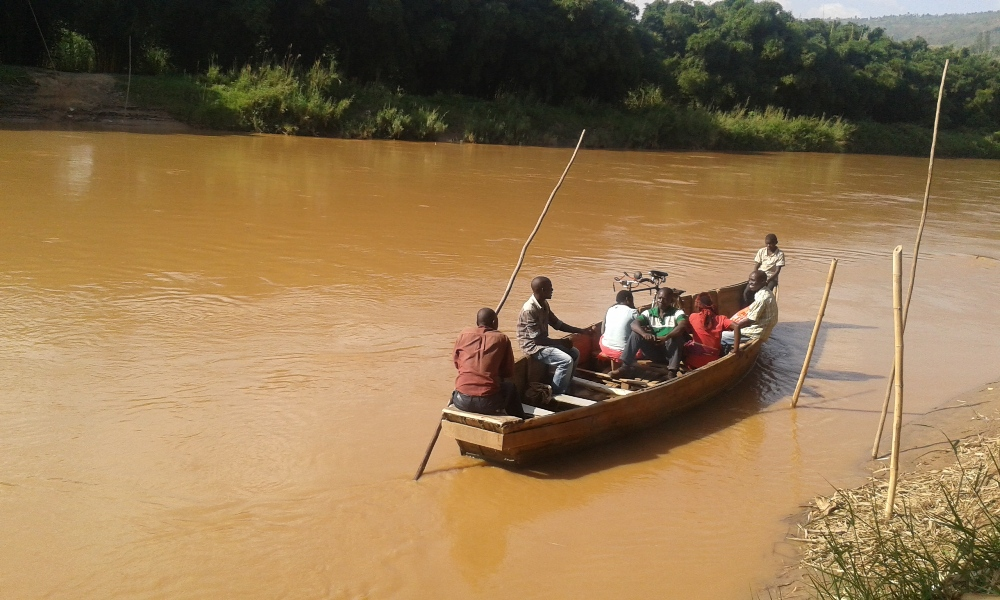
Rio Niabarongo

Niabarongo (Nyabarongo) é um dos principais rios de Ruanda, que faz parte das nascentes superiores do Nilo. O rio começa na floresta Nyungwe, em um local considerado por alguns como a mais distante nascente do Nilo. Forma principal afluente do rio Cagera, que desemboca no lago Vitória.